# Antrim County
Antrim County is een county in de Amerikaanse staat Michigan.
De county heeft een landoppervlakte van 1.235 km² en telt 23.110 inwoners (volkstelling 2000). De hoofdplaats is Bellaire.